# Ulieș (okręg Harghita)
Ulieș (węg. Kányád) – wieś w Rumunii, w okręgu Harghita, w gminie Ulieș. W 2011 roku liczyła 311 mieszkańców.